# Energia de dissociació

Animació de la dissociació d'una molècula diatòmica AB en dos àtoms, A i B.

L'energia de dissociació, simbolitzada per {\displaystyle D}, és l'energia requerida per dissociar, o trencar, una molècula en dues parts. Sovint s'empren els superíndexs o i e, és a dir, {\displaystyle D^{o}} i {\displaystyle D^{e}}, que s'utilitzen per denotar la dissociació de l'estat fonamental i el mínim d'energia potencial, respectivament.
Per a un enllaç {\displaystyle R-X} l'energia de dissociació correspon a la variació d'entalpia estàndard del procés {\displaystyle {\ce {R-X -> R + X}}}. El valor {\displaystyle D^{o}(R-X)}, normalment s'obté a partir dels valors d'entalpies de formació estàndard mitjançant l'equació:
{\displaystyle D^{o}(R-X)=\Delta _{f}H^{o}(R)+\Delta _{f}H^{o}(X)-\Delta _{f}H^{o}(RX)}
on {\displaystyle \Delta _{f}H^{o}()} correspon a l'entalpia de formació estàndard de l'espècie en qüestió.
Les energies de dissociació en espècies diatòmiques s'obtenen normalment per espectroscòpia o espectrometria de masses. En absència de dades sobre la funció d'entalpia, els valors a 0 K, {\displaystyle D^{o}(R-X)}, es converteixen en {\displaystyle D_{298}^{o}(R-X)} amb l'equació aproximada:
{\displaystyle D_{298}^{o}(R-X)\approx D^{o}(A-B)+(3/2)RT=D^{o}(A-B)+3,7181kJ/mol}
L'energia de dissociació d'enllaç {\displaystyle D} difereix de l'anomenada energia d'enllaç {\displaystyle E}. Aquesta darrera és una mitjana de les energies de dissociació d'enllaços entre àtoms iguals en una mateixa molècula. Per exemple, en el metà {\displaystyle {\ce {CH4}}} existeixen quatre energies de dissociació corresponents a les reaccions homolítiques:
{\displaystyle {\ce {CH3-H->CH3\cdot +\,H\cdot \quad \quad D(CH3-H)=104\,kcal/mol}}}{\displaystyle {\ce {CH2-H->CH2\cdot +\,H\cdot \quad \quad D(CH2-H)=106\,kcal/mol}}}{\displaystyle {\ce {CH-H->CH\cdot +\,H\cdot \quad \quad D(CH-H)=106\,kcal/mol}}}{\displaystyle {\ce {C-H->C\cdot +\,H\cdot \quad \quad D(C-H)=81\,kcal/mol}}}
Per altra banda, l'energia d'enllaç en el metà correspon a la mitjana d'aquests quatre valors:
{\displaystyle {\ce {CH4->C\cdot +\,4H\cdot \quad \quad \Delta H=397\,kcal/mol\quad \quad E(C-H)=397/4=99kcal/mol}}}
Algunes energies de dissociació homolítiques es tabulen a continuació. Destaca l'elevada energia de dissociació de la molècula de nitrogen {\displaystyle {\ce {N\equiv N}}} (944,84 kJ/mol) deguda a la fortalesa del triple enllaç, superior a la d'un doble enllaç com el de molècula de l'oxigen {\displaystyle {\ce {O=O}}} (498,36 kJ/mol) i molt superior a un de simple com el de fluor {\displaystyle {\ce {F-F}}} (158,67 kJ/mol). També s'observa una disminució de l'energia de dissociació a les molècules dels halògens {\displaystyle {\ce {X-X}}} en augmentar la massa molecular perquè els àtoms tenen un volum major i la superposició d'orbitals atòmics és menys efectiva. El valor anormalment baix de l'energia de dissociació del fluor {\displaystyle {\ce {F-F}}} (158,67 kJ/mol), comparada amb la tendència general dels halògens, s'explica per la repulsió d'orbitals no-enllaçants degut al petit volum de l'àtom de fluor. La mateixa tendència hom la troba a les molècules d'halurs d'hidrogen {\displaystyle {\ce {H-X}}}. L'elevada energia de dissociació de l'enllaç simple del fluorur d'hidrogen {\displaystyle {\ce {H-F}}}, superior al doble enllaç de l'oxigen, s'explica perquè el fluor és un àtom petit i la superposició d'orbitals atòmics amb l'hidrogen és molt efectiva per la semblança de grandària.
| Enllaç                        | {\displaystyle D_{298}^{o}}, kJ/mol             | Enllaç                         | {\displaystyle D_{298}^{o}}, kJ/mol          | Enllaç                                         | {\displaystyle D_{298}^{o}}, kJ/mol        |
| ----------------------------- | ----------------------------------------------- | ------------------------------ | -------------------------------------------- | ---------------------------------------------- | ------------------------------------------ |
| H-H H-F H-Cl H-Br H-I H-N H-O | 435,78 569,68 431,36 366,16 298,26 358,8 429,73 | -- F-F Cl-Cl Br-Br I-I N-N O=O | -- 158,67 242,85 193,86 152,25 944,84 498,36 | CH₃-H CH₃-F CH₃-Cl CH₃-Br CH₃-I CH₃-NH₂ CH₃-OH | 439,3 460,2 350,2 294,1 232,4 356,1 384,93 |